# Cooke City-Silver Gate
Cooke City-Silver Gate és una concentració de població designada pel cens dels Estats Units a l'estat de Montana. Segons el cens del 2000 tenia 140 habitants.

## Demografia
Segons el cens del 2000, Cooke City-Silver Gate tenia 140 habitants, 79 habitatges, i 27 famílies. La densitat de població era de 5,4 habitants per km².
Dels 79 habitatges en un 11,4% hi vivien nens de menys de 18 anys, en un 29,1% hi vivien parelles casades, en un 5,1% dones solteres, i en un 65,8% no eren unitats familiars. En el 40,5% dels habitatges hi vivien persones soles l'11,4% de les quals corresponia a persones de 65 anys o més que vivien soles. El nombre mitjà de persones vivint en cada habitatge era d'1,77 i el nombre mitjà de persones que vivien en cada família era de 2,44.
Per edats la població es repartia de la següent manera: un 8,6% tenia menys de 18 anys, un 4,3% entre 18 i 24, un 42,1% entre 25 i 44, un 35% de 45 a 60 i un 10% 65 anys o més.
L'edat mediana era de 43 anys. Per cada 100 dones de 18 o més anys hi havia 113,3 homes.
La renda mediana per habitatge era de 25.000 $ i la renda mediana per família de 50.625 $. Els homes tenien una renda mediana de 38.125 $ mentre que les dones 17.813 $. La renda per capita de la població era de 31.618 $. Aproximadament el 7,4% de les famílies i el 15,8% de la població estaven per davall del llindar de pobresa.

## Poblacions més properes
El següent diagrama mostra les poblacions més properes.